# Århus å
Århus å är ett vattendrag i Danmark. Vattendraget börjar som utflöde från Stilling-Solbjerg Sø och går sedan i en tunneldal. I den nedre delen av dess lopp flyter den genom Årslev Engsø och Brabrand Sø. Ån flyter sedan genom de centrala delarna av Århus och mynnar i Århus bugt.

## Mänsklig historia
Århus å är det vattendrag som givit namn till Århus (som betyder åmynning), som har haft stadsbebyggelse sedan omkring 700. Ursprungligen låg Århus havn längs vattendraget. Århus mølle drevs av åns vatten och dämde upp Mølledammen. Den var i drift längs ån från 1200-talet till 1920-talet, då den flyttades till Den Gamle By. Då Århus växte snabbt och industrialiserades i slutet av 1800-talet och början av 1900-talet kom industrierna att förorena ån. Av hygieniska skäl, och för att underlätta för trafiken, blev den därför överbyggd under 1930-talet. Efter beslut 1989 öppnades ån åter upp mellan 1996 och 2009. Olika projekt har bidragit till en mindre förorenad å